# نوک‌تخت‌های دلیر
نوک‌تخت‌های دلیر یا مگس‌گیرهای دلیر (نام علمی: Tolmomyias) یک سرده از پرندگان نوگرمسیری از خانواده مگس‌گیرهای ژیان‌مرغان است. این یکی از دو سرده دارای پرندگان نوک‌تخت (flatbills) و دیگری Rhynchocyclus است.
این سرده توسط پرنده‌شناس اتریشی کارل ادوارد هلمایر در سال ۱۹۲۷ با نوک‌تخت زردزیتونی (Tolmomyias sulphurescens) به عنوان گونه نماد برپا شد. نام سردهٔ Tolmomyias ترکیبی از واژهٔ یونان باستان tolma به معنی «دلیری» و «جسارت» و واژهٔ نولاتین myias به معنی «مگس‌گیر» است.
این سرده هفت گونه دارد. 